# Chapeau parapluie

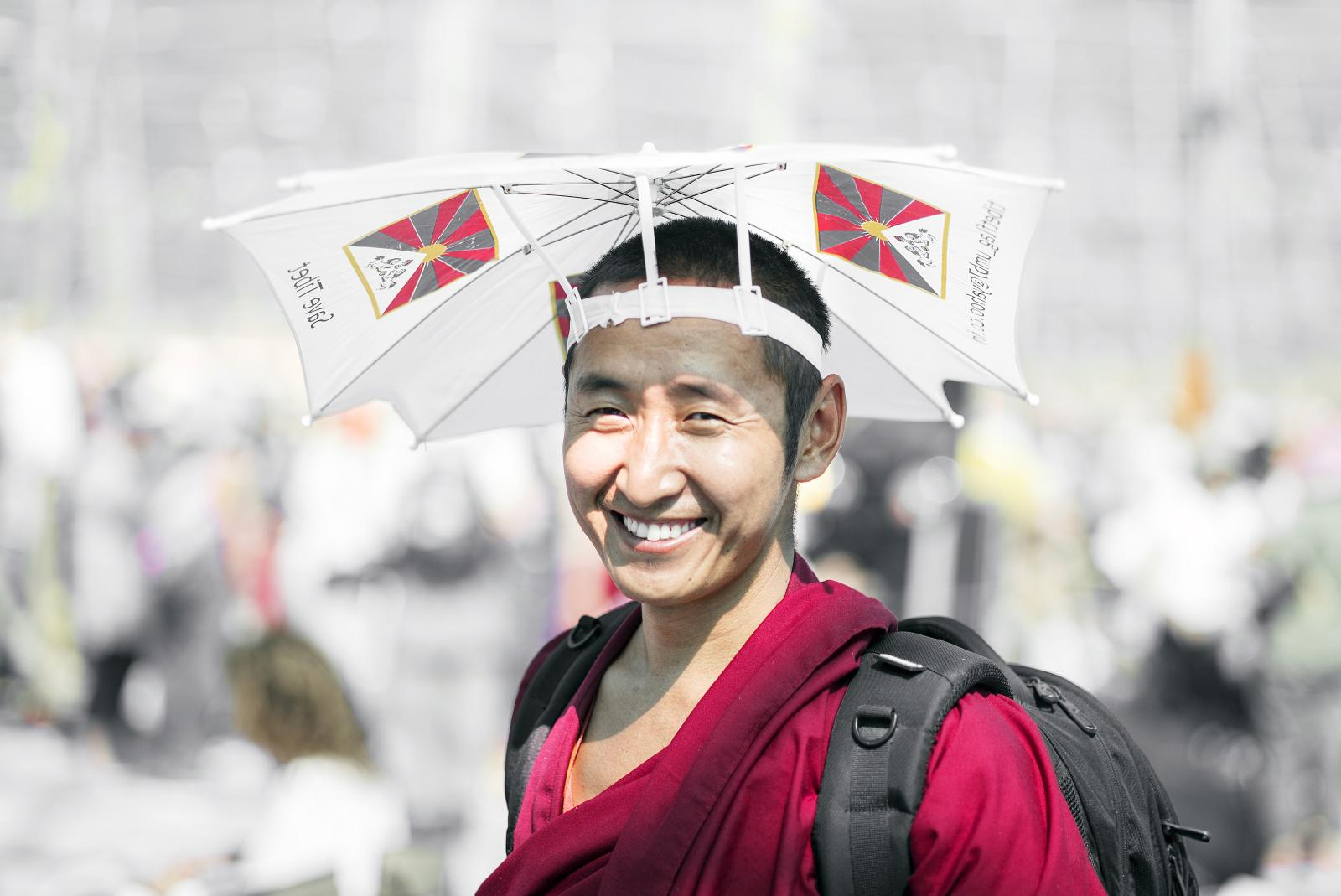
Un moine portant un chapeau parapluie au Ladakh.

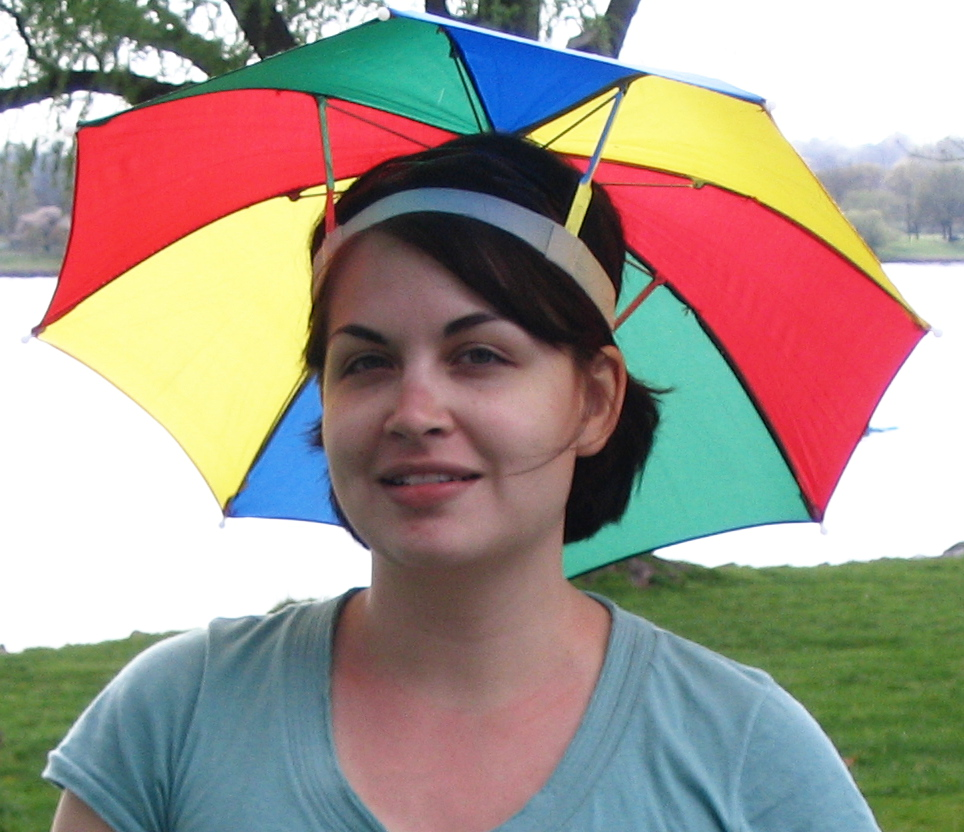
Chapeau parapluie multicolore.

Un chapeau parapluie est un accessoire composé d'un haut de parapluie fixé à un bandeau qui entoure le crâne. Il a un rôle de protection contre la pluie ou le Soleil.